# سردار عزيز
سردار عزيز (بالتركية: Serdar Aziz) (مواليد 23 أكتوبر 1990 في بورصة)، هو لاعب كرة قدم تركي يلعب مع غلطة سراي كمدافع. كما مثّل منتخب تركيا لكرة القدم.

## روابط خارجية
- سردار عزيز على موقع الاتحاد الدولي (مؤرشف)  (الإنجليزية)
- سردار عزيز على موقع الاتحاد الأوربي (الإنجليزية)
- سردار عزيز على موقع اتحاد تركيا (لاعب) (الإنجليزية)
- سردار عزيز على موقع قاعدة بيانات كرة القدم.إي يو (الإنجليزية)
- سردار عزيز على موقع ناشيونال فوتبول تيمز (الإنجليزية)
- سردار عزيز على موقع Soccerway.com (الإنجليزية)
- سردار عزيز على موقع عالم كرة القدم.نت (الإنجليزية)